# Aljakszandr Mikalajevics Kurlovics
Aljakszandr Mikalajevics Kurlovics, belaruszul: Аляксандр Мікалаевіч Курловіч (Grodno, 1961. július 22. – Hrodna, 2018. április 6.) olimpiai, világ- és Európa-bajnok szovjet-fehérorosz súlyemelő.

## Pályafutása
1983 és 1991 között szovjet színekben három világbajnoki és két Európa-bajnoki címet nyert. 1988-ban Szöulban olimpia bajnok lett, amit 1992-ben Barcelonában megvédett, de már az Egyesített Csapat színeiben. Ezt követően Fehéroroszországot képviselte a nemzetközi versenyeken. 1994-ben az isztambuli világbajnokságon aranyérmet nyert. Az 1996-os atlantai olimpián az ötödik helyen végzett.

## Sikerei, díjai
- Olimpiai játékok (+ 110 kg)
  - aranyérmes (2): 1988, Szöul, 1992, Barcelona
- Világbajnokság
  - aranyérmes (4): 1987, Ostrava, 1989, Athén, 1991, Donaueschingen (+ 110 kg), 1994, Isztambul (+ 108 kg)
  - ezüstérmes: 1983, Moszkva (+ 110 kg)
- Európa-bajnokság (+ 110 kg)
  - aranyérmes (2): 1989, Athén, 1990, Aalborg
  - ezüstérmes: 1983 Moszkva
- Szovjet bajnokság (+ 110 kg)
  - bajnok: 1983, 1989, 1991
  - 2.: 1984, 1987